# Jurij Orłow (piłkarz)
Jurij Dmytrowycz Orłow, ukr. Юрій Дмитрович Орлов, ros. Юрий Дмитриевич Орлов, Jurij Dmitrijewicz Orłow (ur. 2 kwietnia 1939 w mieście Donskoj, w obwodzie tulskim, Rosyjska FSRR, zm. 22 kwietnia 2006 w Dnieprodzierżyńsku, Ukraina) – ukraiński piłkarz pochodzenia rosyjskiego, grający na pozycji napastnika, trener piłkarski.

## Kariera piłkarska
W 1957 rozpoczął karierę piłkarską w klubie Mosbass Stalinogorsk, który w kolejnych latach nazywał się Trud i Szachtior. W 1961 został piłkarzem Chimiku Dnieprodzierżyńsk, który potem zmienił nazwę na Dniproweć. W 1963 bronił barw wojskowej drużyny SKA Kijów. W 1965 zakończył karierę piłkarza w klubie Start Czuhujiw.

## Kariera trenerska
Karierę szkoleniowca rozpoczął po zakończeniu kariery piłkarza. W 1978 razem z Hennadijem Szmuryhinym stał na czele Metałurha Dnieprodzierżyńsk. Potem pracował w dnieprodzierżyńskim klubie na różnych stanowiskach - dyrektora technicznego i asystenta. Od 9 sierpnia 1981 do 20 października 1981 ponownie prowadził Metałurh. Potem przez wiele lat szkolił dzieci w Szkole Sportowej.
22 kwietnia 2006 zmarł w Dnieprodzierżyńsku w wieku 67 lat.

## Sukcesy i odznaczenia

### Sukcesy trenerskie
Metałurh Dnieprodzierżyńsk
- mistrz Ukraińskiej SRR wśród amatorów: 1978